# Chroom(II)chloride
Chroom(II)chloride is een chroomzout van zoutzuur, met als brutoformule CrCl2. De stof komt voor als een witgrijze hygroscopische kristallijne vaste stof, die oplosbaar is in water. Het wordt gebruikt om andere chroomverbindingen aan te maken.

## Synthese
Chroom(II)chloride kan op een aantal manieren worden bereid. Een algemene synthesemethode is de reductie van chroom(III)chloride met waterstofgas:
{\displaystyle {\ce {2CrCl3 + H2 -> 2CrCl2 + 2HCl}}}
Op kleine schaal (in het laboratorium) kan het door reductie van chroom(III)chloride met lithiumaluminiumhydride bereid worden:
{\displaystyle {\ce {4CrCl3 + LiAlH4 -> 4CrCl2 + LiCl + AlCl3 + 2H2}}}
Chroom(III)chloride kan ook met zink worden gereduceerd tot chroom(II)chloride:
{\displaystyle {\ce {2CrCl3 + Zn -> 2CrCl2 + ZnCl2}}}

## Toepassingen
Chroom(II)chloride wordt voornamelijk in het laboratorium gebruikt: als katalysator, als reductor en als absorptiemiddel voor zuurstof. Het wordt ook toegepast bij de Nozaki-Hiyama-Kishi-reactie, een nikkel(II)-gekatalyseerde koppelingsreactie van een aldehyde met een allyl- of vinylhalogenide.